# Lijst van voetbalinterlands Argentinië - Verenigde Staten
Deze lijst van voetbalinterlands is een overzicht van alle officiële voetbalwedstrijden tussen de nationale teams van Argentinië en de Verenigde Staten. De landen speelden tot op heden elf keer tegen elkaar. De eerste ontmoeting, een wedstrijd tijdens de Olympische Zomerspelen van 1928, werd gespeeld in Amsterdam (Nederland) op 29 mei 1928. Het laatste duel, een halve finale van de Copa América Centenario, vond plaats op 21 juni 2016 in Houston.

## Wedstrijden
| №  | Plaats          | Datum            | Competitie              | Wedstrijd                     | Uitslag |
| -- | --------------- | ---------------- | ----------------------- | ----------------------------- | ------- |
| 1  | Amsterdam       | 29 mei 1928      | OS 1928                 | Argentinië − Verenigde Staten | 11 − 2  |
| 2  | Montevideo      | 26 juli 1930     | WK 1930                 | Argentinië – Verenigde Staten | 6 – 1   |
| 3  | Mexico-Stad     | 21 augustus 1975 | Vriendschappelijk       | Verenigde Staten − Argentinië | 0 − 6   |
| 4  | Palo Alto       | 19 mei 1991      | Vriendschappelijk       | Verenigde Staten – Argentinië | 0 – 1   |
| 5  | Paysandú        | 14 juli 1995     | Copa América 1995       | Argentinië – Verenigde Staten | 0 – 3   |
| 6  | Washington D.C. | 13 juni 1999     | Vriendschappelijk       | Verenigde Staten – Argentinië | 1 – 0   |
| 7  | Miami           | 8 februari 2003  | Vriendschappelijk       | Verenigde Staten – Argentinië | 0 – 1   |
| 8  | Maracaibo       | 28 juni 2007     | Copa América 2007       | Argentinië – Verenigde Staten | 4 – 1   |
| 9  | East Rutherford | 8 juni 2008      | Vriendschappelijk       | Verenigde Staten – Argentinië | 0 – 0   |
| 10 | East Rutherford | 26 maart 2011    | Vriendschappelijk       | Verenigde Staten – Argentinië | 1 – 1   |
| 11 | Houston         | 21 juni 2016     | Copa América Centenario | Verenigde Staten – Argentinië | 0 – 4   |

## Samenvatting
| Competitie        | Totaal gespeeld | Winst Argentinië | Gelijk | Winst Verenigde Staten | Doelsaldo Argentinië – Verenigde Staten |
| ----------------- | --------------- | ---------------- | ------ | ---------------------- | --------------------------------------- |
| WK-eindronde      | 1               | 1                | 0      | 0                      | 6 − 1                                   |
| Copa América      | 3               | 2                | 0      | 1                      | 8 − 4                                   |
| Olympische Spelen | 1               | 1                | 0      | 0                      | 11 − 2                                  |
| Vriendschappelijk | 6               | 3                | 2      | 1                      | 9 − 2                                   |
| Totaal            | 11              | 7                | 2      | 2                      | 34 − 9                                  |

Wedstrijden bepaald door strafschoppen worden, in lijn met de FIFA, als een gelijkspel gerekend.

## Details

### Vierde ontmoeting
| Vriendschappelijk (Palo Alto, Verenigde Staten, 19 mei 1991): |              | |
| Verenigde Staten | 0 – 1        | Argentinië |
| | goals        | 33' Dario Franco |
| Bora Milutinović | bondscoach   | Alfio Basile |
| Tony Meola Jeff Agoos Fernando Clavijo Desmond Armstrong 18' Bruce Savage Marcelo Balboa Janusz Michallik Chris Henderson 63' Bruce Murray 65' Peter Vermes Eric Wynalda 46' | opstellingen | Sergio Goycochea 88' Sergio Vázquez Carlos Alberto Enrique Fabián Basualdo Leonardo Astrada Oscar Ruggeri Ariel Boldrini Dario Franco Sergio Berti 84' David Bisconti 74' Carlos Alfaro Moreno |
| Robin Fraser 18' Hugo Perez 46' Troy Snyder 63' Dominic Kinnear 65' | wissels      | 74' Antonio Mohamed 84' Gustavo Zapata 88' Fernando Gamboa |
| | gele kaarten | |
| Fernando Clavijo 56' | rode kaarten | |

### Negende ontmoeting
| Vriendschappelijk (East Rutherford, Verenigde Staten, 8 juni 2008):                          |       |            |
| Verenigde Staten                                                                             | 0 – 0 | Argentinië |
|                                                                                              | goals |            |
| - Honderdste interland van aanvallende middenvelder Landon Donovan voor de Verenigde Staten. |       |            |